# Mende, Franța
Mende este un oraș (comună urbană) situat în partea de sud a Franței, în regiunea Languedoc-Roussillon. Este reședința departamentului Lozère. În 2009 avea o populație de 12.285 de locuitori.

## Evoluția populației
| An        | 1975   | 1982   | 1990   | 1999   | 2006   | 2009   |
| --------- | ------ | ------ | ------ | ------ | ------ | ------ |
| Populație | 10.451 | 10.929 | 11.286 | 11.804 | 12.378 | 12.285 |